# Canton Charge 2014-2015
La stagione 2014-15 dei Canton Charge fu la 14ª nella NBA D-League per la franchigia.
I Canton Charge arrivarono secondi nella Atlantic Division con un record di 31-19. Nei play-off vinsero la semifinale di conference con i Sioux Falls Skyforce (2-1), perdendo poi la finale di conference con i Fort Wayne Mad Ants (2-0).

## Roster
| N° | Naz.                   | Ruolo | Sportivo         | Anno | Alt. | Peso |
| -- | ---------------------- | ----- | ---------------- | ---- | ---- | ---- |
| 4  | Stati Uniti (bandiera) | G     | Chris Crawford   | 1992 | 193  | 101  |
| 9  | Stati Uniti (bandiera) | G     | Justin Johnson   | 1988 | 188  | 79   |
| 12 | Stati Uniti (bandiera) | G     | Joe Harris       | 1991 | 198  | 98   |
| 12 | Stati Uniti (bandiera) | A     | Jordan Swing     | 1991 | 198  | 91   |
| 13 | Stati Uniti (bandiera) | G     | Antoine Agudio   | 1985 | 191  | 84   |
| 14 | Stati Uniti (bandiera) | G     | Stephen Holt     | 1991 | 193  | 88   |
| 15 | Stati Uniti (bandiera) | A     | James Singleton  | 1981 | 203  | 104  |
| 15 | Stati Uniti (bandiera) | A     | Steve Weingarten | 1988 | 203  | 98   |
| 17 | Messico (bandiera)     | G     | Jorge Gutiérrez  | 1988 | 191  | 88   |
| 18 | Nigeria (bandiera)     | G     | Kevin Olekaibe   | 1992 | 188  | 82   |
| 21 | Stati Uniti (bandiera) | A     | Travis McKie     | 1992 | 201  | 100  |
| 21 | Stati Uniti (bandiera) | GA    | Tristan Spurlock | 1991 | 203  | 104  |
| 22 | Stati Uniti (bandiera) | C     | Michael Dunigan  | 1989 | 208  | 111  |
| 23 | Stati Uniti (bandiera) | G     | William Buford   | 1990 | 196  | 98   |
| 24 | Stati Uniti (bandiera) | A     | Maurice Kemp     | 1991 | 203  | 86   |
| 33 | Stati Uniti (bandiera) | G     | Brandon Paul     | 1991 | 193  | 91   |
| 34 | Stati Uniti (bandiera) | AC    | Arinze Onuaku    | 1987 | 206  | 125  |
| 50 | Stati Uniti (bandiera) | C     | Alex Kirk        | 1991 | 213  | 111  |

## Staff tecnico
- Allenatore: Jordi Fernández
- Vice-allenatori: Mike Batiste, Steve Gansey, Nate Reinking
- Preparatore atletico: Mike Gittinger